# Moriteru Ueshiba
Moriteru Ueshiba (植芝守央) é um mestre de Aikido. Nasceu em Tóquio, Japão, no dia 2 de abril de 1951. Atualmente, é o terceiro e atual Aikido Doshu.

## Biografia
Moriteru Ueshiba nasceu em 2 de abril de 1951, na reconhecida família do fundador da arte marcial. Começou a treinar aikido ainda na escola fundamental, mas de modo natural, pois sua família não impôs o estudo do aiquidô como um dever. A despeito disso, aprofundou seus estudos somente na juventude, pois ele tinha por intenção continuar o legado de seu pai.
Graduou-se na Universidade Meiji Gakuin, em 1976, em economia. Em 1996, assumiu o cargo de diretor da instituição Aikikai Hombu Dojo e, em 1997, foi até a Irlanda, com a intenção de diviulgar mais a arte marcial. Após, o falecimento de seu pai, Kisshomaru Ueshiba, assumiu a posição/título de Doshu, em 4 de janeiro de 1999, seguindo a tradição familiar. Segue à frente da entidade, indo a vários países.